# Xanthoparmelia neowyomingica
Xanthoparmelia neowyomingica är en lavart som beskrevs av Hale. Xanthoparmelia neowyomingica ingår i släktet Xanthoparmelia och familjen Parmeliaceae.   Inga underarter finns listade i Catalogue of Life.